# Amor de Perdição (1979)
Amor de Perdição: Memórias de uma Família (também conhecido apenas como Amor de Perdição) é um filme épico histórico português de 1979, realizado por Manoel de Oliveira a partir de uma adaptação literal sua do romance homónimo de Camilo Castelo Branco. A longa-metragem é protagonizada por António Sequeira Lopes e Cristina Hauser, respetivamente Simão Botelho e Teresa de Albuquerque, jovens amantes tragicamente separados por um amargo feudo entre as suas famílias aristocráticas. Filme invulgarmente longo, é o terceiro da «Tetralogia dos amores frustrados», designação atribuída pelo autor a O Passado e o Presente, Benilde ou a Virgem Mãe, Amor de Perdição e Francisca. A produção, estreada a 16 de setembro de 1979 (no Festival Internacional de Cinema da Figueira da Foz) e a 24 de novembro do mesmo ano (comercialmente, em Portugal), resultou, numa versão minissérie de mesmo nome, a preto e branco, exibida pela RTP1 entre novembro e dezembro de 1978.
Amor de Perdição é concebido numa sucessão de «quadros vivos» filmados com a câmara imóvel, em planos fixos, maioritariamente em décors de estúdio, com poucas tomadas de vista em exterior. A composição da imagem é bastante cuidada, em conformidade com tal deliberado artificialismo, por vezes com traços expressionistas.

## Sinopse
Primeiros anos do século XIX. Com nascimento em famílias rivais, desfiando os seus cânones e tradições, Simão Botelho e Teresa de Albuquerque, que muito se amam, resistem às pressões de quem os contraria: ela fora prometida a um primo, Baltazar Coutinho. Para evitar o casamento, entra num convento.
Desesperado, Simão mata Baltazar e vai para à prisão. Fiel aos seus rígidos princípios e furioso com os devaneios do filho que se apaixonara pela filha do seu pior inimigo, o pai de Simão, embora magistrado, nada faz para o ajudar. Embora em clausura, Simão e Teresa mantêm-se em contacto por escrito, graças à conivência de Mariana, jovem e fiel criada que entretanto se deixa levar por intenso e secreto amor por Simão.
Simão é condenado à morte, mas indultado e enviado para um exílio de dez anos de degredo na Índia. Embarca para o país. Antes, despede-se da figura tísica de Teresa que, depois de lhe acenar um derradeiro adeus pelas grades da janela da sua cela, no alto da torre do convento, cai morta nos braços da camareira. Simão morre na viagem e seu cadáver é lançado ao mar. Mariana, que para saciar sua secreta paixão o acompanha na viagem para o desterro, atira-se ao mar, agarra-se a ele e com ele se afunda.

## Equipa artística
- António Sequeira Lopes, como Simão Botelho.[8]
- Cristina Hauser, como Teresa de Albuquerque.
- Elsa Wellenkamp, como Mariana.
- António J. Costa, como João da Cruz.
- Henrique Viana, como Tadeu de Albuquerque.
- Maria Dulce, como Rita Caldeirão.
- Ruy Furtado, como Domingos Botelho.
- Ricardo Pais, como Baltasar Coutinho.
- Maria Barroso, como Abadessa de Monchique.
- Adelaide João, como Madre Prioresa.
- João Bénard da Costa, como Comandante do Navio.
- Lia Gama, como Freira.
- Manuela de Freitas, como Freira.
- Vanda França, como Irmã de Baltasar.
- Henrique Espírito Santo, como Bispo.
- João César Monteiro, como Degredado.

### Elenco adicional
- Teresa Colares Pereira
- Laura Soveral[9]
- Pedro Pinheiro, como Voz do Delator
- Manuela de Melo, como Voz da Providência

## Equipa técnica
- Adaptação: Manoel de Oliveira
- Realização: Manoel de Oliveira[10]
- Assistentes de realização: Jorge Martinho, Jaime Mourão Ferreira, Carlos Santana
- Diretores de produção: Henrique Espírito Santo (IPC), Marcílio Krieger, António Lagrifa
- Chefe de produção: Anabela Gonçalves
- Fotografia: Manuel Costa e Silva
- Eletricistas: Emílio Castro, José Mourao
- Decoração e figurinos: António Casimiro
- Aderecista: João Luís
- Pintor: José Luciano
- Caracterização: Luís de Matos
- Fotografia de cena: Albano Pereira, Carlos Santana
- Diretor de som: Carlos Alberto Lopes, João Diogo
- Operador de som: José de Carvalho
- Sonoplastia/misturas: Luís Barão
- Música: João Paes, Sonata Opus 5 de Georg Friedrich Haendel[11]
- Execução musical: Ricardo Ramalho, Joao Nogueira, Adolf Thorn
- Coreografia: Margarida de Abreu
- Montagem: Solveig Nordlund
- Laboratório de imagem: Tobis Portuguesa, Éclalr (Paris)
- Laboratório de som: Valentim de Carvalho, Nacional Filmes

## Produção

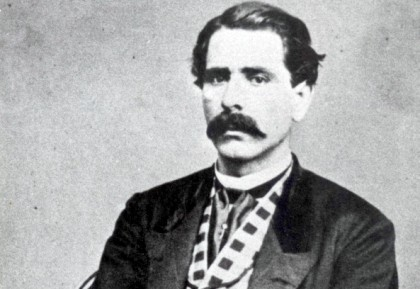
Amor de Perdição é uma adaptação literal do romance homónimo de Camilo Castelo Branco.

Amor de Perdição: Memórias de uma Família é uma produção portuguesa entre o Instituto Português de Cinema, Centro Português de Cinema, Radiotelevisão Portuguesa, Tobis Portuguesa e Cinequipa, com a participação financeira da Fundação Calouste Gulbenkian. A obra terá tido um custo de cerca de 24.000 contos, tornando-a, à época, a mais cara do cinema português. É uma adaptação literal do romance homónimo de Camilo Castelo Branco e a terceira adaptação cinematográfica depois de Amor de Perdição (1921) de Georges Pallu e Amor de Perdição (1943) de António Lopes Ribeiro.
Com uma duração total de 252 minutos, o negativo original de 16 mm (2860 metros) foi restaurado pela Cinemateca Portuguesa em ampliação para 35 mm, ainda durante a vigência de João Bénard da Costa, então seu diretor.

### Desenvolvimento
No rescaldo do 25 de abril de 1974, a RTP pretendia consolidar os novos ares pós-revolucionários com um ambicioso projeto de prestígio cultural que retribuísse o orgulho de ser português. Para tal depositou a sua confiança em Manoel de Oliveira no seu projeto de adaptação de Amor de perdição. Na sua abordagem ao argumento, Oliveira opta pela leitura de um romance cinematográfico numa transcrição quase completa na íntegra do texto de Camilo Castelo Branco. Oliveira elege este romance por sugestão do amigo e tutor intelectual José Régio, depois de apostar na realização de filmes em cujas histórias convergem elementos sentimentais e que acabam por se agrupar no que se denomina a Tetralogia dos Amores Frustrados: O Passado e o Presente (1968), Benilde ou A Virgem Mãe (1974), Amor de Perdição (1978) e, posteriormente, Francisca (1981).

### Rodagem
O filme foi rodado entre novembro de 1976 e novembro de 1977 nos estúdios da Tobis Portuguesa. Na altura, representou um verdadeiro desafio técnico, rodado inteiramente em 16mm, com dois actores desconhecidos como protagonistas e um grande constrangimento crítico. As cenas exteriores foram gravadas no Porto, em Coimbra e na Quinta de S. Miguel em Viseu.

## Minissérie
Para além da versão para cinema, Amor de Perdição: Memórias de uma Família conta com uma outra versão mais longa para televisão, no formato de minissérie com seis episódios, que foi exibida na RTP1 a partir de 12 de novembro de 1978, na faixa horária das 22h. Não estando ainda a RTP equipada para difundir a cor, o filme foi exibido a preto e branco. A versão televisiva é constituída por mais algumas filmagens além das planeadas para a versão de cinema, englobando prólogos aos diferentes episódios.

### Lista de episódios
| Episódios | Episódios         | Transmissão original   | Transmissão original   | Dia da semana |
| Episódios | Episódios         | Estreia                | Final                  | Dia da semana |
| --------- | ----------------- | ---------------------- | ---------------------- | ------------- |
|           | 6 +1 Documentário | 12 de novembro de 1978 | 24 de dezembro de 1978 | Domingo       |

Abaixo, estão listados os episódios da minissérie Amor de Perdição: Memórias de uma Família.
| # | Título         | Argumento          | Realização         | Transmissão Original   |
| --- | -------------- | ------------------ | ------------------ | ---------------------- |
| 1 | Episódio n.º 1 | Manoel de Oliveira | Manoel de Oliveira | 12 de novembro de 1978 |
| No início do século XIX, Simão e Teresa são filhos de famílias rivais de Viseu, os Botelhos e os Albuquerques. Entre ambos, inicia-se uma paixão proibida, que faz lembrar a de Romeu e Julieta. |                |                    |                    |                        |
| |                |                    |                    |                        |
| 2 | Episódio n.º 2 | Manoel de Oliveira | Manoel de Oliveira | 19 de novembro de 1978 |
| Teresa deveria casar com um primo, Baltasar Coutinho, mas o seu amor por Simão leva-a a rejeitar o pretendente. Magoado, Baltasar Coutinho convence o pai da amada, Tadeu de Albuquerque, a enviá-la para o Convento de Monchique, no Porto. |                |                    |                    |                        |
| |                |                    |                    |                        |
| 3 | Episódio n.º 3 | Manoel de Oliveira | Manoel de Oliveira | 26 de novembro de 1978 |
| Simão não está pelos ajustes e, sob a proteção do ferreiro João da Cruz, pretende tentar que Teresa seja sua. Mal sabe João da Cruz que a sua própria filha, Mariana, rapariga boa e abnegada, sente por Simão um amor absoluto e sem esperança. Aceita servir de intermediária entre Simão e Teresa. |                |                    |                    |                        |
| |                |                    |                    |                        |
| 4 | Episódio n.º 4 | Manoel de Oliveira | Manoel de Oliveira | 3 de dezembro de 1978  |
| Desesperado, Simão espera o rival, Baltasar Coutinho, à saída da cidade de Viseu. Trava-se de razões com Baltasar e mata-o a tiro. Simão entrega-se logo à justiça. |                |                    |                    |                        |
| |                |                    |                    |                        |
| 5 | Episódio n.º 5 | Manoel de Oliveira | Manoel de Oliveira | 10 de dezembro de 1978 |
| Preso na Cadeia da Relação do Porto, Simão é condenado ao degredo na Índia. O pai, magistrado, recusa-se ajudá-lo por não lhe perdoar que ame a filha do seu pior inimigo. Das respetivas celas, Simão e Teresa correspondem-se por escrito, com a ajuda de Mariana. |                |                    |                    |                        |
| |                |                    |                    |                        |
| 6 | Episódio n.º 6 | Manoel de Oliveira | Manoel de Oliveira | 17 de dezembro de 1978 |
| Simão embarca para a Índia e Mariana decide acompanhá-lo no exílio. No caminho, ao passar de barco junto ao Convento, Simão consegue avistar o vulto da sua amada, que se despede dele, já moribunda. Esgotada pela desgraça e tristeza, Teresa morre instantes depois. Horas depois, Simão toma conhecimento da morte de Teresa e morre também. Mariana suicida-se após a morte dele, abraçando-se ao cadáver de Simão quando é atirado ao mar. |                |                    |                    |                        |
| |                |                    |                    |                        |
| 7 | Episódio zero  | Jaime Campos       | Jaime Campos       | 24 de dezembro de 1978 |
| A minissérie termina com um documentário-extra, a preto e branco, sobre as rodagens do filme. |                |                    |                    |                        |
| |                |                    |                    |                        |

## Estética e temas
Sem nunca perder de vista a obra de Camilo, a adaptação de Oliveira discute os mesmos temas do romance: a transgressão das leis e normas sociais e a sua substituição por novos padrões de comportamento criados pelos personagens centrais e que são obedecidas até a morte ou a loucura.
Com a sua reconstituição histórica do início do século XIX, Amor de Perdição tem afinidades com filmes épicos de orçamento reduzido como Park Row de Sam Fuller e Hitler, ein Film aus Deutschland de Hans-Jürgen Syberberg. Elliot Stein comparou os princípios de economia do filme aos de Robert Bresson. Obedecendo a uma estética de economia, que reduz o espetáculo a uma abstração de amor em vez de uma solução hollywoodiana, os longos takes de Oliveira são colocados em frente de fundos pintados e intermitentemente orquestrados de acordo com uma partitura de percussão de João Paes. Desde a fotografia à narração "off ", ao dramatismo da ação, o filme apresenta uma inconstante evolução de planos. De facto, é concebido numa sucessão de «quadros vivos» filmados com a câmara imóvel, em planos fixos, maioritariamente em "décors" de estúdio, com poucas tomadas de vista em exterior. A composição da imagem é bastante cuidada, em conformidade com tal deliberado artificialismo, por vezes com traços expressionistas. Os planos estáticos, conjugados com atores sem emoção, provocam um efeito anti-naturalista, que enaltecem o valor da palavra original, representada aqui pelo narrador. À medida que personagens e situações se intensificam, a câmara aproxima-se durante certos takes longos, obedecendo ao princípio de que a intimidade e as emoções têm que ser ganhas antes de serem mostradas.
João Bénard da Costa, num artigo publicado na revista Camões, escreve que Amor de Perdição corresponde perfeitamente ao que são os interesses de Oliveira como realizador, como a teatralidade na representação e a presença fantasmática dos personagens. Jonathan Rosenbaum aponta características de filme vanguardista em Amor de Perdição, derivadas "diretamente da meditação que torna cada plano uma resposta fílmica a um desafio literário". Outra característica de Oliveira é o uso de espelhos em cenas de diálogo, de maneira que o que o espetador vê é a projeção no espelho da imagem de um dos interlocutores. Se a cena cinematográfica corresponde a um real, o que um espetador vê é apenas o que o espelho reflete; não a realidade, mas um recorte que não lhe dá tudo o que seria preciso para compreendê-la.

### Literatura e cinema
Palavra a palavra, esta é uma adaptação literal do romance de Camilo Castelo Branco, cujo texto é lido na íntegra em voz "over" (voz sobreposta à imagem) por vários intérpretes. A leitura de um drama romântico do séc. XIX  num filme de mais de quatro horas é algo único na história do cinema mundial. A maior parte do tempo, Oliveira utiliza a realização e a voz "off" para criar estruturas expositivas duplas (por exemplo, um movimento ondulante da câmara a subir uma janela enquanto o narrador reflete sobre os destinos dos personagens). Para além das estratégias, apresentadas na secção anterior, para garantir que a palavra escrita é que interessa, com a utilização de atores não profissionais que recitam sem emoção, Oliveira recorre à presença de dois narradores: o principal, masculino, que avança a narrativa, e o secundário, feminino, – A Providência – que comenta e torna lírica a ação. O narrador é personagem de corpo inteiro, de tal modo que quando este fala, os atores estancam o movimento. Este processo de desnaturalização toma maior proporção quando, na cena mais dramática, Simão mata o de Castro Daire, o tiro e a respetiva morte esperam que o narrador descreva o estado de espírito do protagonista para se concretizarem.
A ousadia desta abordagem é ainda mais radical que a dos monólogos ou dos diálogos teatrais que se ouvem noutros filmes de Manoel de Oliveira desde O Passado e o Presente. Será, aliás, a partir de 1979 que o realizador explica o porquê desta recorrência: enquanto espetáculo que decorre num determinado espaço cénico (no palco, termo aplicado ao teatro ou no plateau, termo aplicado ao cinema), o teatro, que existe muito antes de o cinema ter surgido, é a sua génese e sua essência. É por isso que muitos filmes dele são teatrais.
Com argumentos sólidos, críticos houve que viam nessa teoria um sofisma: teatro não é cinema; um filme mudo dispensa a palavra; muitos filmes mudos foram feitos desde que os primeiros talkies se fizeram ouvir. Assim se levanta a suspeita de que tal teoria oculta as fragilidades de O Passado e o Presente, suspeita essa que explicaria a facilidade com que, em termos de produção e realização, vários outros filmes foram feitos, filmes que não poderiam ser feitos se fossem concebidos em pura linguagem cinematográfica e não como teatro filmado: seriam mais caros e levariam muito mais tempo a produzir.

## Distribuição
Devido à duração e à polémica que envolveu sua produção, Amor de Perdição teve projeção e distribuição de filmes muito escassas. A obra estreou inicialmente no seu formato de minissérie, na RTP, onde foi exibida semanalmente entre 12 de novembro e 24 de dezembro de 1978. Ainda nesse ano, Amor de Perdição foi exibido numa versão provisória a 9 de dezembro, no âmbito de uma retrospetiva da obra de Manoel de Oliveira em Florença (Itália).
O ano seguinte marcaria a estreia em sala, já a cores e montado na sua versão definitiva. Começou por ser distribuído comercialmente em França, onde estreou a 13 de julho de 1979 na Action République, Paris. A primeira exibição pública em Portugal decorreu a 16 de setembro, incluído no 7º Festival Internacional de Cinema da Figueira da Foz. Com uma distribuição a carga da V. O. Filmes e Ver Filmes, Amor de Perdição antestreou em Portugal a 24 de novembro no Cinema Quarteto, em Lisboa, e foi lançado comercialmente a partir do dia seguinte.
A 11 de dezembro de 2015, incluída numa maratona da filmografia de Manoel de Oliveira que o canal TVCine 2 levou a cabo em celebração dos seus 107 anos, a versão minissérie de Amor de Perdição tornou a ser exibida sem intervalos.

### Mostras e festivais
Após a sua estreia em televisão, o filme foi exibido em vários festivais de cinema, dos quais se destacam:
- Retrospetiva de Oliveira em Florença (Itália, 9 de dezembro de 1978)[42]
- 7º Festival Internacional de Cinema da Figueira da Foz (Portugal, 16 de setembro de 1979)[47]
- 3ª Mostra Internacional de Cinema de São Paulo (Brasil, 1979)[31]
- Thessaloniki International Film Festival (Grécia, 15 de novembro de 1999)
- CinEd@ys Film Week (República Checa, 16 de novembro de 2002)
- Pusan International Film Festival (Coreia do Sul, 10 de outubro de 2011)
- Festival de Marseille (França, 2015)[48]
- Vienalle (Áustria, 2015)[49]

## Receção

### Audiência
Amor de Perdição é um dos filmes mais polémicos de Manoel de Oliveira, o que se deve em grande parte à exibição inicial na RTP no formato minissérie. Neste período em que apenas existiam dois canais a preto e branco, grande parte do público não compreendeu a lentidão e a artificialidade da película, o que contribuiu para uma crescente rejeição popular do cinema português, e do cinema de Oliveira em particular. A obra levou ao desenvolvimento de piadas ao humor intelectual da pátria.
Quando exibido em sala em Portugal, na sua versão com cerca de quatro horas de duração e respetiva cor, Amor de Perdição totalizou 4.058 espetadores. Esta montagem promoveu algumas mudanças de opinião, mas essa adaptação do romance de Camilo Castelo Branco continua na lista dos filmes mal-amados do realizador.

### Ofensas e lisonjas
Com cerca de 20 anos de distância na história do cinema português, o escândalo causado pela estreia de Amor de Perdição só é comparável ao de Branca de Neve (2000), filme sem imagem de João César Monteiro, ambos produzidos por Paulo Branco. Um e outro têm ainda em comum serem adaptações ao cinema de obras literárias cujos textos são inteiramente debitados em leitura monocórdica. De comum ainda a circunstância de, apesar de ódios viscerais (Ver: O Passado e o Presente), ambos os cineastas partilharem a teoria que os leva a submeter o cinema ao teatro.
A estreia desta versão cinematográfica na RTP levou a «reações explosivas». João César Monteiro é entretanto brindado com o cognome de Joãozinho das Comédias por um seu rival em boémias e picantes literatices, o célebre mas jamais celebrado Luís Peixoto. Um amigo comum, Vítor Silva Tavares, editor da &etc, acrescenta que "João César Monteiro odeia espectadores. Em compensação, exige cúmplices". Reagindo, o produtor Paulo Branco salta em defesa de Oliveira, que entretanto granjeava de bom acolhimento do filme em Itália. Nomeadamente em Bolonha, Benilde ou a Virgem Mãe fora bem recebido. Em 1978, em Roma, «o mais velho realizador do mundo em atividade» era dado a conhecer como um dos maiores cineastas vivos. Produtor, distribuidor e exibidor, Paulo Branco estreia então Amor de Perdição em Paris, no cinema Action-République, e consegue que o jornal Le Monde lhe dê honras de primeira página. Também Serge Daney nas páginas do Cahiers du Cinéma em junho de 1979 escreve que em Amor de Perdição "o tempo é a própria matéria", comentando ser um dos poucos filmes capazes de libertar a palavra da sua função literária para lhe dar outra contraditória, coral e hipnótica. De facto, foi o trabalho diligente de críticos como Jonathan Rosenbaum, que manteve o nome de Oliveira reconhecido nos círculos cinéfilos. Rosenbaum escreve que a obra "é uma verdadeira oficina de ideias sobre a relação incestuosa entre romances e filmes". Resultado: "quando o filme se estreou nas salas de Lisboa, em novembro de 1979, muita gente virou de bordo e descobriu na obra os méritos que lhe havia negado no ano anterior".

### Crítica contemporânea
Contemporaneamente, o filme é considerado uma obra-prima da filmografia de Manoel de Oliveira. Em 2008, a Ípsilon caracterizava o filme de "inesquecível e marcante". O investigador António Preto, em entrevista à Agência Lusa, defende que Amor de Perdição representa um momento essencial na obra de Oliveira, pela relação entre cinema e literatura, uma vez que o filme "se define como uma arte impura e que vai beber às outras formas artísticas (...), de forma de encarar e representar a realidade". Jaime Pena (Cahiers du Cinéma Espanha) elogia "o desafio de levar até às ultimas consequências o comportamento dos personagens anacrónicos". Na década seguinte, Bruno Pires (Plano Crítico) escreve que este épico é "um dos maiores eventos que o cinema português pode nos agraciar". Ricardo Vieira Lisboa de À pala de Walsh compara o filme com a anterior adaptação de 1943: "Se Lopes Ribeiro pretendia arrancar as palavras puras de Camilo ao papel, Oliveira quer transladá-las do papel para o filme".

### Premiações
Em 1979, Amor de Perdição: Memórias de uma Família mereceu o Prémio Especial do Júri atribuído no Festival Internacional de Cinema da Figueira da Foz.